# 1,1-dibromopropano
El 1,1-dibromopropano es un halogenuro de alquilo con fórmula molecular C3H6Br2.